# Otočje Rjukju
Otočje Rjukju tudi otoki Rjukju (琉球諸島 Rjukju-šoto), na Japonskem pogosteje Otočje Nansej (南西諸島 Nansej-šoto, "Jugozahodno otočje") ali Lok Rjukju (琉球弧 Rjukju-ko) je veriga japonskih otokov, ki se raztezajo od jugozahoda Kjušuja do Tajvana: Osumi, Tokara, Amami, Okinava, Otočje Sakišima (Senkaku, Mijako, Jejama...) z najjužnejšim otokom Jonaguni. Večji so navadno visoku, manjši pa koralni. Največji otok je Okinava.
Podnebje na otokih je na severu vlažno subtropsko, na jugu pa tropsko z deževnim gozdom. Padavin je veliko, posebej med deževno dobo cuju in tajfuni. Večja presledka sta Ožina Tokara med otokoma Tokara in Amami ter Ožina Mijako med Okinavo in Otočjem Mijako. Otoki južno od Ožine Tokaro imajo značilne koralne grebene. Otočje Dajto je ločeno od verige.
Osumi in Tokara spadata pod kulturno sfero Kjušuja. Prebivalci so etnično Japonci in govorijo dialekt japonščine Kagošima. Domorodno prebivalstvo Amamija, Okinave, Mijakoja in Otočja Jejama (ljudstvo Rjukju) govorijo jezike Otočja Rjukju z značilnim narečjem na vsakem od večjih otokov. Danes se poleg primarne japonščine govori okinavski dialekt. Oddaljeno Otočje Dajto je bilo do obdobja Meidži nenaseljeno. Razvili so ga prebivalci otoka Izu (južno od Tokia), ki govorijo jezik Hačidžo.
Upravno se deli na prefekturo Kagošima (otoki, ki vanjo spadajo, se v japonščini skupaj imenujejo Otočje Sacunan "južno od Sacume") in prefekturo Okinava na jugu (Otočje Rjukju v japonščini).

### Imenovanje
Ime Rjukju (琉球) ima močno povezavo s kraljestvom Rjukju, ki izvira iz Okinavskega otočja, obsegalo pa je tudi otoka Sakišima in Amami. Humanisti se večinoma strinjajo, da si otoki Amami, Okinava, Mijako in Jejama delijo veliko dediščine, čeprav so zelo raznoliki.
Rjukju je eksonim, ki se prvič pojavi v Knjiga dinastije Sui (636). Prikriti opis te dežele Liúqiú (流求) nam ne pokaže, ali je z imenom mišljen Tajvan, Okinava ali morda oba. Knjiga dinastije Sui je dolgo slikala podobe o otokih, saj naj bi bili prebivalci kanibali, ki so vzbujali strah med okoliškimi prebivalci. Kasneje so nekateri viri imenovali Okinavo »Veliki Rjukju« (大琉球), Tajvan pa »Mali Rjukju« (小琉球). Okinavske oblike besede Rjukju je Ruču ali Duču v okinavskem dialektu ter Ruču v jeziku Kunigami. Med obiskom admirala Matthewa C. Perryja v Kraljestvu Rjukju se je domačin na Okinavi imenoval "Do Čo".

## Zgodovina

### Vzhodni otokiLiuqiu
Prve omembe otokov so v Analih dinastije Qin. Qin Shi Huang je slišal za srečne nesmrtnike, ki živijo na vzhodnih otokih, zato je poslal ekspedicije po elikisir življenja, a so bile pri tem neuspešne. Nekateri predlagajo, da so ekspedicije dosegle Japonsko, kjer so sprožile družbene spremembe, a so isti dogodki del folklore na otoku Kudaka. Vzhodne otoke spet omenjajo Anali dinastije Han.
Leta 601 so Kitajci poslali ekspedicijo v državo Liuqiu (流求國). Bili naj bi majhni in vzkipljivi, njihovega jezika niso razumeli. Vrnili so se leta 607 s trgovci in odpeljali domačina nazaj domov. Eden od Japoncev na ambasadi v Loyangu je zatrdil, da nosi opravo in govori jezik otoka Jaku. Leta 610 so poslali zadnjo ekspedicijo z vojsko, ki naj bi zahtevala podreditev Kitajskemu cesarstvu. Otočani so se borili, a so jim Kitajci požgali palače in pobili na tisoče domačinov, potem pa otok zapustili.

### Južni otoki starodavne Japonske
Otoška veriga se pojavi v Nihon Šokiju (720) iz leta 618 pod imenom Južni otoku (南島 Nanto), kjer je navedeno, da so ljudje iz Jakuja (掖玖,夜勾) sledili cesarjevim vrlinam. Leta 629 je cesarski dvor odposlal ekspedicijo na Jaku. Jaku v pomeni v zgodovinskih virih območje širše od današnjega otoka Jakušime. Leta 657 je več oseb iz Tokare (都貨邏, morda Dvaravatija) prispelo na Kjušu, a so rekli, da jih je najprej zaneslo na Anami (海見島 Amamidžima), prva omemba imena.
Leta 677 naj bi cesarski dvor priredil banket za ljudi otoka Tane (多禰島), dve leti kasneje pa so poslali še misijo na ta otok. Misija je ponesla tudi ljudi iz Taneja, Jakuja in Amamija (阿麻弥). Po Nihon Šoki (797) je dvor leta 698 odposlal vojaške sile za raziskovanje južnih otokov. Leto kasneje so dvor obiskali ljudje iz Taneja, Jakuja, Amamija in Dokana (verjetno Tokunošima) in prinesli darove. Članek iz leta 714 poroča o prispetju raziskovalne ekipe iz Amamija, Šigakija (信覚, verjetno otok Išikagi) in Kumija (球美, verjetno otok Iriomote, morda pa Kume). Okoli tega časa so se otoki preimenovali v Južno otočje, kar je zamenjalo tudi Jaku.
V začetku 8. stoletja je postal severni del verige uradno del japonskega administrativnega sistema. Po zatrtem uporu je bila leta 702 ustanovljena provinca Tane, sestavljena iz štirih okrožij, ki so pokrivala Tanegašimo in Jakušimo. Čeprav je imela majhna provinca od vsega začetka, so jo vzdrževali do leta 824, ko so o združili v provinco Osumi.
Zavezanost starodavne Japonske južnim otokom je bila strateška in ideološka. Po vzoru Kitajcev so bili del cesarjevanja tudi »barbari«, ki so hlepeli po velikih vrlinah cesarja. Japonci so ravnali z ljudstvoma Emiši na vzhodu in Hajato na Južnih otokih kot z barbari; nekaj jih je delovalo na dvoru. Knjiga dinastije Tang (1060) govori na koncu poglavja o Japonski o treh malih princih Jaku (邪古), Haja (波邪) in Tane (多尼).
Japonski otoki imajo strateški pomen za Japonsko, saj so bili na eni od treh poti ekspedicij na Tang Kitajsko v letih 702, 714, 733 in 752. Leta 754 je na Japonsko prispel kitajski menih Jianzhen; v svoji biografiji iz leta 779 omenja Akonaho (阿児奈波), verjetno današnjo Okinavo. Misije od leta 777 so potekale po bolj direktni poti iz Kjušuja, zato je zanimanje centralne vlade za južne otoke jenjalo.

### Kikajgašima in Iogašima
Južni otoki se ponovno pojavijo konec 10. stoletja. Po Nihongi rjakuju (11.-12. stoletje) je Dazajfu (upravno središče Kjušuja) poročal, da so Nanban (južni barbari) pirati, (po Šojukiju) otočani Amamija, pustošili po Kjušuju v letu 997. Dazajfu naj bi naročil "otoku Kika oz. Kikaj" (貴駕) aretacijo piratov Nanban.
Serija poročil govori o ljudeh z znanjem naprednega jadranja na Anamiju in da je imel Dazajfu oporišče na otoku Kikaj. Otočje Amani je bilo okoli leta 1020 verjetno del trgovske mreže med Kitajsko dinastije Song, Kjušujem in Gorjeojem. Šinsarugakuki iz sredine 11. stoletja je fikcijsko delo o trgovcu Hačiro-mautotu, ki je potoval vse do dežele Fušu na vzhodu in na otok Kika (貴賀之島 Kikanošima) na zahodu, kjer je dobil žveplo in školjke. Delo ni popolna fikcija, saj je zlata dvorana v Čuson-džiju (okoli 1124) na severovzhodu Japonske dekorirana z na tisoče takih školjk.
Nekateri članki iz Azuma Kagamija iz leta 1187 pravijo, da je Ata Tadakage iz province Sacuma prebegel na otok Kikai (貴海島) okoli leta 1160. Leta 1188 naj bi bodoči šogun Minamoto no Joritomo poslal sile na otok Kikai (貴賀井島), da ga umiri. Cesarski dvor naj bi temu ugovarjal, saj da otok ni pod njihovo upravo. Povest o klanu Taira iz 13. stoletja prikazuje otok Kikai (鬼界島), kamor sta bila izgnana Taira no Jasujori in Fudživara no Naricune po incidentu Šišigatani leta 1177. Orisan otok je verjetno Iodžima ali Osumi, del kaldere Kikai. Od kitajskega izuma smodnika je postalo žveplo velik izvozni produkt na Japonskem. Žvepleni otok - Iogašima - je postal predstavnik južnih otokov. Prva pismenka v imenu otoka se je na koncu 12. in na začetku 13. stoletja spremenila iz 貴 (plemenit) v 鬼 (pošast).
Teorijo iz literature podpirajo tudi nove arheološke najdbe (kompleks Gusuku na ravnini otoka Kikai je eno večjih najdišč). Kikai je bil verjetno središče trgovine od 9. do 13. stoletja z vrhuncem v 11. ali 12. stoletju. Značilno je pomanjkanje domorodnega lončarstva tipa Kaneku, našli pa so uvožene dobrine iz Kitajske, Koreje in Japonske. Našli so tudi lončenino Kamuijaki, ki so jo izdelovali na otoku Tokunošima med 11. in 14. stoletjem z namenom prodaje Kikaju.

### Posest Šimazu in razširitev šogunata Kamakura
Okoli obdobja Hoen (1135-1141) je postala Tanegašima del posestva Šimazu na jugu Kjušuja. Ustanovili naj bi ga okoli leta 1020 v čast kanpakuju Fudživara no Jorimičiju. V 12. stoletju se je razširilo na večje obdobje province Sacuma in Osumi, vključno s Tanegašima.
Koremune no Tadahisa je postal leta 1185 oskrbnik posestva. Prvi šogun Minamoto no Joritomo ga je imenoval za šoguja Sacume in Osumija. Ustanovil je klan Šimazu. Tadahisa je izgubil moč, ko so leta 1203 strmoglavili njegovega močnega sorodnika. Ponovno je pridobil samo naziva džito province Sacumo in šugo province Sacumo na posestvu. Džitoja in šugoja province Osumi je nasledil klan Hodžo (sploh veja Nagoe). Družina Nagoe je poslala klan Higo vladat Osumiju. Družina klana Higo se je ustalilna na otoku Tanegašima in ustanovila klan Tanegašima.
Vsi otoki razen Tanegašime so bili združeni kot Dvanajst otokov znotraj okrožja Kavanabe v provinci Sacuma. Razdeljeni so bili na Bližnjih pet (口五島/端五島 Kučigošima/Hadžigošima, Otočje Osumi razen Tanegašime) in Oddaljenih sedem (奥七島 Okananašima, Otočje Tokara). Po Džokjujski vojni leta 1221 so postali džitoji okrožja Kavanabe družina Tokuso klana Hodžo. Družina Tokuso je pustila vodenje klanu Čikama. Leta 1306 je Čikama Tokiie ustvaril dokumente o dedovanju, ki referirajo na južne otoke (vsaj Dvanajst otokov, med njimi Amami, Ošima, Kikai, Tokunošima. Zemljevid Japonske klana Hodžo omenja Amami kot »okrožje v zasebni lasti«. Klan Šimazu si je tudi lastil pravice do Dvanajstih otokov. Leta 1227 je šogun Kudžo Joricune potrdil Šimazu Tadajošija na položaj džitoja, med drugim tudi Dvanajstih otokov. Po uničenju šogunata Kamakura je klan Šimasu povišal svoje pravice nad območjem. Leta 1364 si je prilastil »18 otokov« okrožja Kavanabe. Istefa leta je dal Šimasu Sadahisa svojemu sinu Morohisu posestva v provinci Sacuma, med njimi Dvanajst otokov in dodatnih pet otokov (verjetno Otočje Amami).

### Tanegašima pod klanom Tanegašima
Klan Tanegašima je vladal namesto družine Nagoe, a je postal kmalu avtonomen. Navadno je bil zaveznik, včasih podložen in včasih v sporu s klanom Šimazu na Kjušuju. Šimazu Motohisa jim je dal leta 1415 Jakušimo in otok Kučinoerabu. Leta 1436 je dobil od Šimazu Močihisa Sedem otokov okrožja Kavanabe, provinco Sacuma (Otočje Tokara) in dva druga otoka.
Tanegašima je znana po uvedbi evropskega strelnega orožja. Okoli leta 1543 je prispela kitajska ladja s portugalskimi trgovci. Tanegašima Tokitaku je uspelo reproducirati portugalsko strelno orožje. V par desetletjih se je puška tanegašima razširila po Japonski (obdobje Sengoku).
Po združitvi Japonske pod Tojotomi Hidejošijem se je utrdil klanov položaj kot vazali klana Šimazu. Leta 1595 so se preselili v Čiran na Kjušuju. Čeprav so se 1599 vrnili na Tanegašimo, sta postali Jakušima in Kučinoerabu del domene klana Šimazu. Vsi te otoki so bili del domene Sacuma v obdobju Edo.

### Amami in Otočje Tokara
Otočje Tokara je postalo osrednja točka spora med domeno Sacuma, ki se je širila proti jugu in kraljestvom Rjukju, ki se je širilo proti severu. Leta 1453 se je zgodil brodolom korejske ladje na otoku Gadža (samo 80 milj od prestolnice Sacuma v Kagošimi), ki je bil pod nadzorom obeh. Korejci so zapisali, da uporabljajo prebivalci Rjukjuja orožje, ki je napredno kot korejsko. Drugo dogajanje na Otočju Amami je Šo Tokujeva (kralj Rjukjuja) prisvojitev otoka Kikai v letu 1466, neuspešna invazija Sacumov na Amami Ošimo v leti 1493 in dva upora na Amami Ošimu v 16. stoletju. Leta 1609 je domena Sacuma končno osvojila otočje v invaziji na Otočje Rjukju. Šogunat Tokugava je leta 1624 podelil otoke Sacumi. V obdobju Edo so prebivalci Rjukjuja ladjam Sacuma pravili "ladje Tokara".

### Otočje Okinava
Vladarji na Otočju Okinava so se leta 1429 združili v kraljestvo Rjukju. Kraljestvo je osvojilo Otočji Mijaki in Jejama, na vrhuncu moči pa tudi Amami. Šimazu Tadacune iz Sacume je leta 1609 vdrl v kraljestvo z vojsko 13 džunk in 2.500 samurajev in zavladal nad otoki. Prebivalci otočja se niso upirali, saj niso bili sposobni za bojevanje, kralj Šo Nej jim je naročil, da naj ne izgubljajo dragocenih življenj. Po tem so plačevali daritve šogunu in japonskemu cesarju. Kralje je izbiral japonski klan, česar Kitajci niso vedeli, saj so jih imeli za zveste podložnike Leta 1655 je razmerje s Kitajsko odobril šogunat. Leta 1874 so prekinili odnose s Kitajsko.
Leta 1872 je japonska vlada vzpostavila sistem Rjukju han pod Zunanjim ministrstvom, od leta 1875 pa pod Notranjim ministrstvom. Leta 1879 je vlada Meidži aneksirala otoke, ustanovila prefekturo Okinava, kralj pa se je moral preseliti v Tokio. Ko je Kitajska podpisala pogodbo Šimonoseki po porazu v prvi kitajsko-japonski vojni, se je dokončno odpovedala otočju.
Ameriški nadzor nad Okinavo se je začel 1945 z ustanovitvijo vojaške vlade, ki je postala 1950 civilna administracija. Leta 1952 so dobile ZDA po podpisu pogodbe v San Franciscu uradno pravico do nadzora nad otoki južneje od 29° severno. Otoku je med leti 1952-72 vladala Vlada Otočja Rjukju. Upravne pravice so leta 1972 vrnili Japonski.
Danes se pojavljajo številna vprašanja o zgodovini Okinave. Nekateri prebivalci otočja in Japonci menijo, da so otočani zelo različni od ljudstva Jamato. Trdijo tudi diskriminacije, saj je na otoku toliko ameriške vojske. Razmišljajo tudi o odcepitvi. V začetki 21. stoletja so se napetosti glede pravic do Otočja Senkaku s Kitajsko povečale. New York Times je leta 2013 komentiral, da so skoraj vsi, ki zahtevajo ponovni premislek o lastništvu otoka nekako povezani s kitajsko vlado.
Veliko popularnih glasbenikov in skupin prihaja iz prefekture Okinava. Med njimi skupine Speed, Orange Range ter solo pevci Namie Amuro in Gackt.

## Prebivalstvo

### Domorodci
Prebivalci otoške verige so japonski državljani. Označevanje za Japonce ne predstavlja težav glede otokov Ōsumi in Tokara na severu, obstajajo pa težave glede etnične pripadnosti prebivalcev osrednje in južne skupine otoške verige. Učenjaki, ki priznavajo skupno dediščino med domorodnim prebivalstvom otokov Amami, Okinava, Mijako in Jejama, jih označujejo kot Rjukjuani Ryukyuans (琉球人, Ryūkyūjin). Toda dandanes se prebivalci teh otokov Rjukju ne identificirajo kot taki, čeprav delijo mnenje, da so nekoliko drugačni od Japoncev, ki jih imenujejo Jamato ali Naiča. Zdaj običajno izražajo samoidentiteto kot domačini določenega otoka. Njihova identiteta se lahko razširi na otok in nato na celotno Japonsko, redko pa na vmesne regije.
Prebivalci Okinave sebe imenujejo Učinanču (ウチナーンチュ - prebivalci Okinave), prebivalci Okinoerabudžime in Otočja Amami prebivalci Erabuja (エラブンチュ), prebivalce Okinave imenujejo Učinanču ali Nafanču (ナーファンチュ, ljudje iz Nahe). Drugi izrazi, ki se uporabljajo, so Amaminču (アマミンチュ) in Šimanču (シマンチュ) na Otočju Amami Jejamabitu (イェーヤマビトゥ) na Otočju Jejama Junnuču (ユンヌンチュ) na Jorondžimi in Mjakunču (ミャークンチュー) na Otočju Mijako.

### Vera
Avtohtona vera na otočju je temeljila na spoštovanju prednikov in razmerja med živim in mrtvim, bogovi in duhovi naravnega sveta. Nekatera prepričanja kažejo na animistične korenine, kot so lokalni duhovi in druga bitja, uvrščena med bogovi in ljudmi. Na versko prakso so vplivale kitajske religije (taoizem, konfucianizem in folklora), budizem in japonski šintoizem.
Katoličani so prisotni od leta 1947, ko je bila ustanovljena Apostolska administracija za Okinavo in Južne otoke.

## Ekologija

### Jakušima
Otočje Tokara prečka pomembna biogeografska črta Vatase. Jakušima (in Osumi) spada v mejno območje, na južno limito severne palae-arktične regije, za katero so značilne tisočletja stare cedre. Otok je del narodnega parka Kirišima-Jaku, ki je postal leta 1993 del UNESCO svetovne dediščine.

### Amami, Okinava, Mijako, in Jejama
Južno od črte Vatase je značilna ekoregija subtropski vlažen gozd. Flora in favna imata veliko skupnega s Tajvanom, Filipini in jugovzhodno Azijo. Ob otokih so pomembni koralni grebeni, ki jih ogroža sedimentacija in evtrofikacija kot posledica kmetijstva in ribolova.